# مسرح قسنطينة الجهوي
مسرح قسنطينة الجهوي واسمه الرسمي مسرح قسنطينة الجهوي «محمد الطاهر الفرقاني» هو مسرحٌ جزائري، وأحد أعرق المباني في قسنطينة. قُدمت عليه العديد من الأعمال المسرحية والغنائية لفرقٍ محلية وعالمية. يمتاز هذا المسرح بهندسته الإبداعية مما جعله تحفةً فنيَّة ومزارًا للسياح.

## تأسيس
يرجع تاريخ مشروع مسرح قسنطينة الجهوي إلى عام 1854، وتولى الدراسة الهندسيَّة للمشروع المهندس بول قيون (Paul Gion). تبلغ مساحة المسرح 1568 مترًا مربعًا ويتسع لحوالي 800 متفرج. بدأت أشغال البناء عام 1877 وانتهت في عام 1883. قدّم أول عرض مسرحي فيه بتاريخ 6 أكتوبر 1883. أصبح يسمى مسرح قسنطينة الجهوي محمد الطاهر الفرقاني منذ 4 ديسمبر 2017 نسبةً للمطرب الراحل محمد الطاهر الفرقاني (1928-2016).
كان المسرح تابعًا للفرقة المسرحية الوطنية، وأصبح مستقلًا إثر تطبيق قرار لامركزية المسارح، وبسبب ظروف ترميم البناية العتيقة التي تعود إلى سنة 1898، انتقلت فرقة قسنطينة عام 1972 إلى مسرح مدينة عنابة مؤقتًا.شاركت فرقة قسنطينة في الإنتاج مع نظيرتها لعنابة بمسرحيتي: «الطمع يفسّد الطبع» من تأليف بان جونسون واقتباس وإخراج الهاشمي نور الدين، ومسرحية «حسناء وحسان» من تأليف امحمد بن قطاف وإخراج سيد أحمد أقومي. وغداة رجوعه إلى مقره التقليدي عام 1975، قدّم مسرح قسنطينة عرض «ريح سمسار»، من تأليف جماعي وإخراج عمار محسن، وأعقبها بمسرحية«ناس الحومة» في النقد الاجتماعي، لتتوالى الأعمال الحافلة.
قُدمت عليه العديد من الأعمال المسرحية والغنائية لفرقٍ محلية وعالمية، ومنها مسرحية غرور الصرصور، ومسرحية ثورة الالوان للأطفال، وخضي القصيدة، ولا تهابي، وتريو مافين، وماكبيث، ومسرحية يا ليل.

## روابط خارجية
- الموقع الرسمي